# Helena do Egito
Helena, ativa durante o século IV a.C. no Egito, foi uma pintora que aprendeu seu ofício com seu pai, Timon, que também era artista. Ela trabalhou no período após a morte de Alexandre, o Grande, em 323 a.C. Helena pintou uma cena de Alexandre derrotando o governante persa, Dario III, na Batalha de Issus, no sul da Ásia Menor.